# Kunio Nakagawa
Kunio Nakagawa (23. ledna 1898 – 24. listopadu 1944)
byl důstojník japonské císařské armády bĕhem druhé světové války v Tichomoří. Velel japonským silám, které bránily ostrov Peleliu bĕhem americké invaze, která se konala od 15. září do 27. listopadu 1944. Útočící americké námořní pěchotě způsobil těžké ztráty a bránil ostrov Peleliu téměř tři měsíce. Na večer 24. listopadu, když byla bitva již ztracena, vykonal, podle tradice japonských samurajských bojovníků, seppuku (rituální sebevraždu). Posmrtně byl povýšen na generálporučíka.